# Eremophila metallicorum
Eremophila metallicorum là một loài thực vật có hoa trong họ Huyền sâm. Loài này được S.Moore mô tả khoa học đầu tiên năm 1899.